# Аловеј (Њу Џерзи)
Аловеј (енгл. Alloway) насељено је место без административног статуса у америчкој савезној држави Њу Џерзи.

## Демографија
По попису из 2010. године број становника је 1.402, што је 274 (24,3%) становника више него 2000. године.
| Група             | 2000.         | 2010.         |
| Белци             | 1.047 (92,8%) | 1.311 (93,5%) |
| Афроамериканци    | 49 (4,3%)     | 38 (2,7%)     |
| Азијати           | 1 (0,1%)      | 10 (0,7%)     |
| Хиспаноамериканци | 12 (1,1%)     | 14 (1,0%)     |
| Укупно            | 1.128         | 1.402         |